# John J. Parker

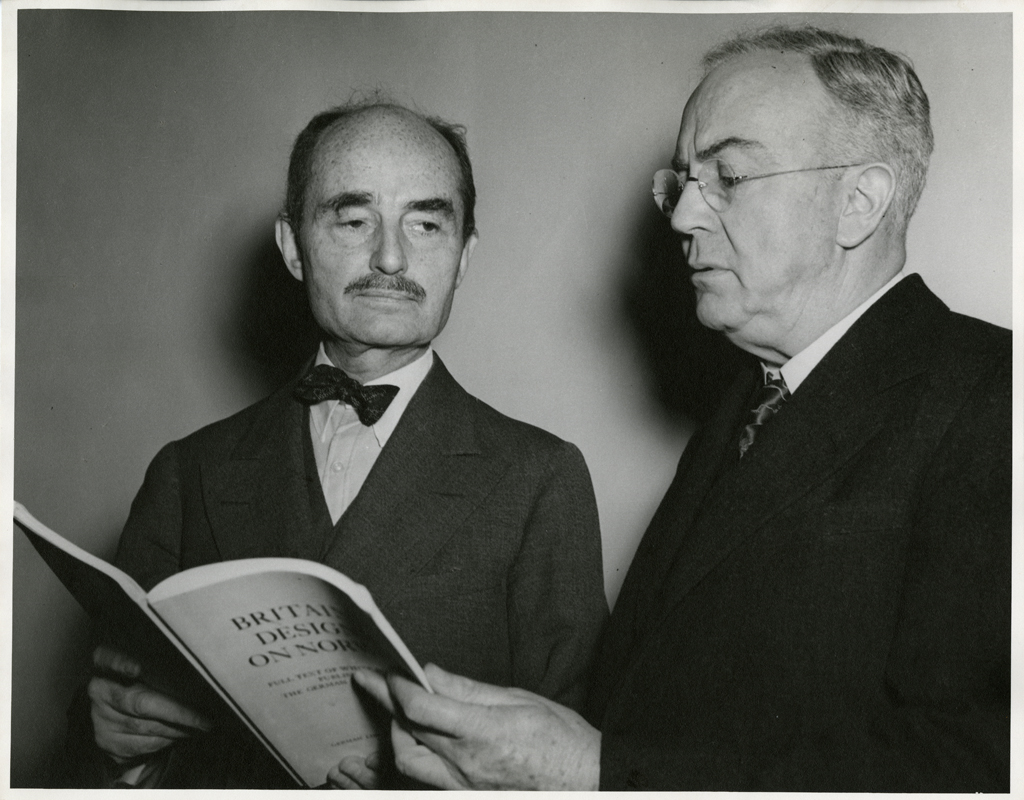
John J. Parker (derecha) junto a Francis Biddle.

John Johnston Parker. (Monroe, Carolina del Norte, 20 de noviembre de 1885 - 17 de marzo de 1958) fue un juez estadounidense.
Estudió Derecho en la Universidad de Carolina del Norte, donde finalizó sus estudios en 1908. Inició su actividad profesional como abogado en 1909, cerca de su tierra natal, hasta que en 1922 fundó su propio bufete en Charlotte. Después fue fiscal y juez y optó a gobernador del Estado en dos ocasiones por el Partido Republicano. Nombrado ayudante del procurador general de Estados Unidos, en 1925 fue designado miembro del Tribunal de Apelación de la república. En 1930 fue propuesto para juez de la Corte Suprema de los Estados Unidos pero el Senado lo vetó. Fue designado como juez suplente de Estados Unidos para los Juicios de Núremberg.
- Datos: Q532337
- Multimedia: John J. Parker / Q532337